# چیچستر
demonymچیچسترlatitudeچیچسترlongitudeچیچستر
 چیچستر  (به انگلیسی: Chichester) شهری است در انگلستان واقع در ناحیه جنوب شرقی انگلستان. جمعیت این شهر ۲۳٬۷۳۱ نفر است.